# Themistoklis Lambridis
Themistoklis „Cles“ Lambridis (griechisch Θεμιστοκλής Λαμπρίδης, * 17. August 1984 in San Francisco, Kalifornien) ist ein US-amerikanisch-griechischer Eishockeyspieler, der zuletzt bis 2010 bei Southern Stampede in der New Zealand Ice Hockey League unter Vertrag stand.

## Karriere
Themistoklis Lambridis begann seine Karriere als Eishockeyspieler in der Juniorenmannschaft der Moschato Ice Hawks, für die er von 1998 bis 2001 aktiv war. Anschließend spielte der Angreifer von 2002 bis 2006 für die Mannschaft der University of Nottingham. Nach längerer Pause mit dem Eishockey schloss er sich zur Saison 2008/09 Iptameni Pagodromi Athen aus der Griechischen Eishockeyliga an, mit dem er auf Anhieb den nationalen Meistertitel gewann. Für die Zeit während der Sommerpause 2009 unterschrieb der Nationalspieler bei Southern Stampede aus der New Zealand Ice Hockey League, welche von Juni bis September ausgetragen wird. Mit den Neuseeländern scheiterte er erst im Playoff-Finale mit 4:5 an den Canterbury Red Devils. Auch in der Saison 2010 lief er für die Southern Stampede in der NZIHL auf. 

### International
Für Griechenland nahm Lambridis an der Qualifikation zur Weltmeisterschaft der Division III 2008 sowie den Weltmeisterschaften der Division III 2008, 2009, 2010 und 2012 teil.

## Erfolge und Auszeichnungen
- 2009 Griechischer Meister mit Iptameni Pagodromi Athen
- 2009 Neuseeländischer Vizemeister mit Southern Stampede